# Süddeutscher Postillon
Le Süddeutscher Postillon (par moments aussi le Süd-Deutscher Postillon) est un magazine satirique allemand fondé à Munich en 1882 par Louis Viereck et Max Kegel et publié jusqu'en 1910. L'éditeur était Maximin Ernst, qui imprimait également le journal illégal de Lénine Iskra.

## Profil
Le Süddeutscher Postillon est considéré comme le « prolétaire » parmi les magazines satiriques publiés à Munich.
Eduard Fuchs juge que son magazine « se différencie de Der wahre Jakob par un ton beaucoup plus vif, par une culture plus énergique de la satire politique ».
La « mascotte » du journal qui orne certaines couvertures et pages intérieures est un chérubin sans aile, coiffé d'un chapeau-claque à ruban, armé d'un fouet et disposant d'un petit cor de chasse en bandoulière. Il est souvent représenté à califourchon sur un pot à bière allemand ailé.

## Historique
L'apogée du magazine se situe entre 1892 et 1901, lorsque le magazine est dirigé par Eduard Fuchs. Cependant, il a toujours eu moins de succès que le journal rival de Stuttgart, Der Wahre Jacob. Ursula E. Koch (de), spécialiste allemande de la communication et professeure à l'Université Louis-et-Maximilien de Munich, considère le Süddeutscher Postillon comme le « parent pauvre du SPD » comparé à Der Wahre Jacob.

## Lectorat
Les lecteurs sont principalement des travailleurs adultes et engagés politiquement de Bavière, de Saxe et de Thuringe.